# گیتا سرنی
گیتا سرنی، رتبه امپراتوری بریتانیا زندگی‌نامه‌نویس، تاریخ‌نگار، روزنامه‌نگار تحقیقی بود که به دلیل مصاحبه‌ها و شرح زندگی‌ها چهره‌های مجادله برانگیزی چون فرانتس اشتانگل معروف شد.